# Чернявський Віктор Іванович
Віктор Іванович Чернявський (нар. 24 червня 1952, селище Биков, тепер Долинського району Сахалінської області, Російська Федерація) — український діяч, 1-й заступник голови Сумської обласної державної адміністрації, виконувач обов'язків голови Сумської обласної державної адміністрації (2014 р.).

## Життєпис
У вересні 1967 — липні 1971 року — учень Нікопольського металургійного технікуму Дніпропетровської області. У серпні 1971 — жовтні 1972 року — горновий Нікопольського заводу феросплавів Дніпропетровської області. У листопаді 1972 — грудні 1974 року — служба в Радянській армії.
У лютому 1975 — лютому 1989 року — горновий, плавильник, начальник зміни, заступник начальника, начальник плавильного цеху № 1 Нікопольського заводу феросплавів Дніпропетровської області. У лютому 1989 — березні 2001 року — старший майстер основної виробничої дільниці плавильного цеху № 1, начальник дільниці складського господарства Нікопольського заводу феросплавів Дніпропетровської області.
У 2000 році закінчив Державний інститут підвищення кваліфікації та перепідготовки керівних кадрів і спеціалістів металургійного комплексу України за спеціальністю облік і аудит, здобув кваліфікацію економіста-менеджера.
У квітні 2001 — травні 2004 року — 1-й заступник голови правління, голова правління ВАТ «Стахановський завод феросплавів» Луганської області. У травні 2004 — липні 2005 року — заступник голови правління з розвитку ВАТ «Запорізький завод феросплавів» Запорізької області.
У липні — серпні 2005 року — заступник голови правління, заступник генерального директора ВАТ «Нікопольський завод феросплавів» Дніпропетровської області.
У жовтні 2005 — квітні 2006 року — виконувач обов'язків голови правління ВАТ "Електрометалургійний завод «Дніпроспецсталь» імені Кузьміна у місті Запоріжжі.
У червні 2007 — травні 2010 року — директор дочірнього підприємства «Завод обважнених бурильних та ведучих труб» ВАТ «Сумське машинобудівне науково-виробниче об'єднання імені Фрунзе» Сумської області.
У травні 2010—2014 роках — 1-й заступник голови Сумської обласної державної адміністрації.
16 вересня — 3 листопада 2014 року — виконувач обов'язків голови Сумської обласної державної адміністрації.